# ماثيو إيفانز
ماثيو إيفانز (27 نوفمبر 1974 في المملكة المتحدة - ) (بالإنجليزية: Matthew Evans)‏ هو لاعب كريكت بريطاني. لعب مع Hertfordshire County Cricket Club ‏ وBritish Universities cricket team ‏.

## وصلات خارجية
- ماثيو إيفانز على موقع إي آس بي آن كريك إنفو (الإنجليزية)